# 8040 Utsumikazuhiko
A 8040 Utsumikazuhiko (ideiglenes jelöléssel 1993 SY3) a Naprendszer kisbolygóövében található aszteroida. Endate Kin és Vatanabe Kazuró fedezte fel 1993. szeptember 16-án.